# Kabinettskrieg
Der Kabinettskrieg ist ein Typus des Krieges in Europa, der die Epoche des Absolutismus bestimmte, vom Westfälischen Frieden (1648) bis zur Französischen Revolution (1789–1799). In älteren Darstellungen reicht das Zeitalter der Kabinettskriege nur bis zur Mitte des 18. Jahrhunderts. Die Kriege hatten eine begrenzte Zielsetzung und strebten eine weitgehende Schonung von Menschen und Sachwerten an.

## Charakterisierung
Der Kabinettskrieg kann durch mehrere der folgenden Eigenschaften gekennzeichnet werden:
- kleines stehendes Heer[3]
- meist adeliges Offizierskorps
- zurückhaltende Kriegsführung
- beschränkte Kriegsziele und häufig wechselnde Koalitionen zwischen den Kriegsparteien
- Verrechtlichung und „Hegung“ des Krieges
- Nichtbeteiligung der Öffentlichkeit.[4]

Der Begriff und die Definition des Kabinettskriegs wird aber auch kritisiert und als Euphemismus oder Wunschvorstellung bezeichnet. So war ein Krieg auch in der Zeit der Kabinettskriege stets ein gesamtgesellschaftliches Ereignis, das immer auch teils gravierend die Zivilbevölkerung betraf. So mussten Bauern Verpflegung und Unterkunft für die Truppen bereitstellen, was manchem Dorf die Existenz kostete, und Frauen wurden von durchziehenden Truppen vergewaltigt, was jedoch in herkömmlichen kriegshistorischen Darstellungen kaum Erwähnung findet.

## Begriffsgeschichte
Der Begriff verweist auf die Kabinettsregierung des Absolutismus (vergleiche Kabinettsjustiz, Kabinetts-Ordre) und konnotiert insbesondere die „Geschäftsmäßigkeit“ und Begrenztheit des Krieges, die mit den Religionskriegen, die vorausgingen, und den revolutionären Volkskriegen, die folgten, einen Kontrast bildet. Wenn Kabinettskrieg in einem weiteren Sinne gebraucht wird, so sind es diese Merkmale, zusammen mit der Nichtbeteiligung der Öffentlichkeit, die gemeint sind.
Die Bezeichnung hat ihren Ursprung darin, dass die meisten Kriege dieser Zeit, dem Zeitalter des Absolutismus und der Aufklärung, auf scheinbar rationalen und abgewogenen Entscheidungen der Herrscher und ihrer Berater im Kabinett beruhten. War noch der Dreißigjährige Krieg aufgrund von Religionsstreitigkeiten ausgebrochen und zuletzt durch wilde Plünderungen und marodierende Heere gekennzeichnet, so wurden die Kriege des 18. Jahrhunderts meist begrenzter und gezielter geführt.
Der Historiker Michael Salewski kritisiert jedoch, dass in den Fällen, in denen Kriege tatsächlich lokal begrenzt und „eingehegt“ waren, dies weniger in aufklärerisch-absolutistischen Idealen (wie etwa von Friedrich dem Großen oder Voltaire in theoretischen und philosophischen Traktaten dargestellt) als vielmehr in mangelnden Ressourcen der kriegsführenden Parteien begründet lag.

## Abgrenzung zu Religions- und modernen Kriegen
Kabinettskriege wurden nur noch für begrenzte Ziele geführt, das prinzipielle Existenzrecht des Gegners wurde – auch dies anders als noch während der Religionskriege – nicht mehr bzw. noch nicht bestritten. Auch waren Allianzen zwischen ehemaligen Kriegsgegnern schnell möglich, wenn dies dem jeweiligen Souverän Vorteile versprach. Angebliche Erbfeindschaften der Völker, wie sie vielfach die sogenannten Volks- oder Nationalkriege des 19. und 20. Jahrhunderts prägten, waren im Zeitalter der Kabinettskriege nicht relevant.
Dennoch verursachten auch diese Kriege enormes Leid bei der betroffenen Zivilbevölkerung, direkt aufgrund der Durchzüge der Heere, indirekt wegen der Rekrutierungen und der Steuereintreibung.
Die Vorstellung vom „Kabinettskrieg“ trifft am ehesten auf den Bayerischen Erbfolgekrieg (1778–1779) zu.
Andere Kriege im Europa der Zeit zwischen 1650 und 1792 werden zu den Kabinettskriegen gezählt, obwohl sie nur teilweise mit deren Definition übereinstimmen:
- Im Pfälzischen Erbfolgekrieg (1688–1697) verwüsteten französische Truppen weite Teile Südwestdeutschlands, insbesondere die Pfalz, Heidelberg und Speyer.[9][8]
- Im Krieg Frankreichs gegen die Niederlande von 1672 ließ Wilhelm III. von Oranien in Holland Deiche durchstechen, was zu großflächigen Überschwemmungen führte.[9]

- Großer Nordischer Krieg (1700–1721)
- Polnischer Thronfolgekrieg (1733–1738)
- Österreichischer Erbfolgekrieg (1740–1748)

Der Siebenjährige Krieg (1756–1763) entspricht schon wegen seiner globalen Ausdehnung (manche sprechen vom ersten „Weltkrieg“) nicht der Vorstellung eines Kabinettskriegs. Zudem kam es örtlich zu schweren Plünderungen und Misshandlungen, z. B. während der russischen Besetzung Ostpreußens. Gerade die Kriegsführung Friedrichs II. von Preußen gegen eine vielfache Übermacht hatte existenziellen Charakter und kann nicht als vorsichtig und berechnend gekennzeichnet werden. Im publizistischen Diskurs Brandenburg-Preußens wurde stark auf das „Vaterland“ Bezug genommen und antifranzösische Vorbehalte geschürt. Insgesamt kamen schätzungsweise eine Million Menschen ums Leben, jeweils etwa zur Hälfte Soldaten und Zivilisten.
Die sich an die Französische Revolution anschließenden Revolutionskriege sowie die napoleonischen Koalitionskriege und Befreiungskriege stehen im Gegensatz zu den Kabinettskriegen. Sie wurden nicht mehr allein aufgrund von Kabinettsentscheidungen geführt, der Volkswille trat als entscheidendes Merkmal hinzu, selbst in weiterhin autokratisch regierten Staaten wie Preußen oder Österreich. 
Im 19. Jahrhundert kam es aber erneut zu Kriegen, die als Kabinettskriege bezeichnet werden können:
- Französische Invasion in Spanien (1823)[9]
- Krimkrieg (1853–56),[9] hier passt allerdings nicht das Merkmal der Nichtbeteiligung der Öffentlichkeit, da er der erste europäische „Medienkrieg“ war und er Elemente des Nationalkriegs beinhaltete, so empfanden gebildete Russen die Niederlage ihrer Seite als „nationale Schmach“ und auch bei den Bevölkerungen der Alliierten wurde eine teils starke Identifikation von kämpfender Truppe und Heimat empfunden.[13]
- Österreichisch-französischer oder Sardinischer Krieg (1859)[9]
- Deutsch-Dänischer Krieg (1864)[9]
- Preußisch-Österreichischer Krieg (1866), wurde jedoch zum „Bruderkrieg“ aufgeladen.[9]

In der gleichen Epoche gab es Kriege, die gänzlich im Gegensatz zu den Kabinettskriegen stehen, da sie – zumindest auf jeweils einer Seite – maßgeblich vom Volk getragen wurden, etwa der Polnisch-Russische Krieg 1830/31 (Volksaufstand der Polen gegen russische Herrschaft) und der Aufstand in Großpolen gegen die preußische Herrschaft 1848, die Schleswig-Holsteinische Erhebung (1848–51), die Italienischen Unabhängigkeitskriege (1859 und 1866) oder der Amerikanische Bürgerkrieg (1861–65).
Noch der Deutsch-Französische Krieg 1870 war von Helmut von Moltke als „Kabinettskrieg“ geplant gewesen, entartete aber.